# Ender Inciarte
Ender David Inciarte Montiel (ur. 29 października 1990) – wenezuelski baseballista występujący na pozycji zapolowego w Atlanta Braves.

## Przebieg kariery
W maju 2008 podpisał kontrakt jako wolny agent z Arizona Diamondbacks. Zawodową karierę rozpoczął od występów w Missoula Osprey (poziom Rookie), następnie w 2009 grał w Yakima Bears (Class A Short Season) i South Bend Silver Hawks (Class A), w którym występował do czerwca 2012. W sezonie 2012 grał jeszcze w Visalia Rawhide (Class A-Advanced). W grudniu 2012 został wybrany w drafcie na zasadzie rule 5 draft przez Philadelphia Phillies, jednak w kwietniu 2013 powrócił do zespołu z Arizony. W sezonie 2013 rozegrał 127 meczów w Mobile BayBears (Double-A), w których uzyskał średnią 0,281 i zaliczył 133 uderzenia.
Sezon 2014 rozpoczął od występów w Reno Aces (Triple-A), w barwach którego zagrał 26 meczów, notując średnią 0,312. 30 kwietnia 2014 otrzymał powołanie do 40-osobowego składu Arizona Diamondbacks i dwa dni później zadebiutował w Major League Baseball w meczu przeciwko San Diego Padres, w którym zaliczył single′a. 5 lipca 2014 w spotkaniu z Atlanta Braves zdobył pierwszego home runa w MLB. Po zakończeniu sezonu 2015 został nagrodzony Fielding Bible Award za grę na kilku pozycjach.
W grudniu 2015 w ramach wymiany zawodników przeszedł do Atlanta Braves. W 2016 został po raz pierwszy w swojej karierze wyróżniony spośród środkowozapolowych, otrzymując Złotą Rękawicę.
14 kwietnia 2017 w meczu przeciwko San Diego Padres jako pierwszy zdobył home runa na stadionie SunTrust Park. 22 maja 2017 w spotkaniu z Pittsburgh Pirates ustanowił rekord kariery zaliczając 5 odbić. Drugi mecz z pięcioma wybiciami zanotował 4 czerwca 2017. Braves pokonali Cincinnati Reds 13–8, a Inciarte zaliczył rekordowe w karierze 5 RBI. W lipcu 2017 został po raz pierwszy w karierze wybrany do składu NL All-Star Team.

## Nagrody i wyróżnienia
| Nagroda/wyróżnienie | Lata             | Źródło      |
| All-Star            | 2017             | [ 9 ]       |
| 3× Gold Glove Award | 2016, 2017, 2018 | [ 1 ] [ 5 ] |